# Larmes de femmes blanches

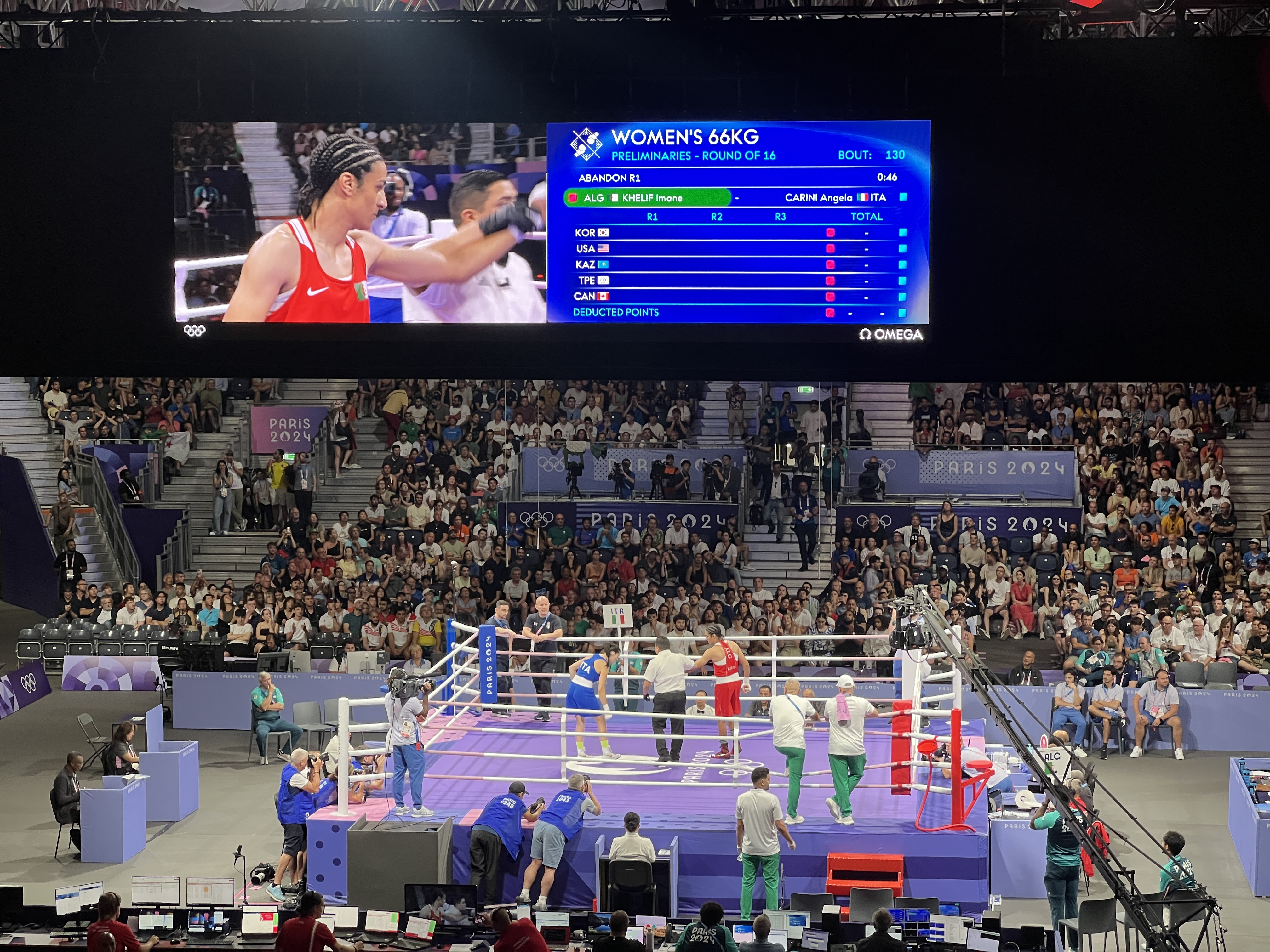
Selon Bharathy Singaravel pour The News Minute, le scandale autour des pleurs de la boxeuse Angela Carini révèle le poids culturel accordé aux larmes de femmes blanches.

Les larmes de femmes blanches (white women's tears en anglais) sont un concept qui a émergé dans le contexte du féminisme intersectionnel pour décrire les réactions émotionnelles de femmes blanches lorsqu'elles se sentent menacées ou remises en question dans le cadre de discussions sur les questions de racisme et de privilèges. Ce terme met en lumière la relation complexe entre les femmes blanches et les personnes racisées, et le pouvoir que peut acquérir dans le débat public l'expression des émotions des premières au détriment des voix des autres femmes. Une critique de ce concept est qu'il conduit à une division de la lutte féministe.

## Origine du concept
Le terme est utilisé dans un article en 2007, mais se fonde sur des réflexions et des expériences antérieures, notamment celles d'Angela Davis. L'expression se base sur la dualité oppresseuse/oppressée, qui s'applique aux femmes blanches qui sont à la fois membre d'un groupe victime de discriminations envers les femmes, et à la fois membre d'un groupe bénéficiant de privilèges. Il gagne en popularité dans les espaces de discussion en ligne et les mouvements féministes intersectionnels par la suite.

## Signification
L'expression larmes des femmes blanches, utilisée entre autres par la chercheuse Mamta Accapadi ou la journaliste Ruby Hamad, souligne les enjeux politiques des situations où certaines femmes blanches expriment leurs sentiments de détresse et les imputent à des personnes racisées,. Les pleurs, l'indignation ou la revendication d'un statut de victime sont susceptibles de servir comme moyens d'influencer la perception publique d'une situation, par exemple en détournant l'attention d'un problème ou en déplaçant le centre de la discussion sur l'expérience personnelle de la femme blanche en question.
Pour éviter d'être victime de ce biais lors d'une conversation, Accapadi propose de rester sur le sujet de l'échange sans laisser la discussion dévier sur ses émotions ou sa personne ; lorsqu'on attribue des émotions à autrui, partager le contexte de nos observations afin d'en identifier les possibles causes dans notre comportement ; avoir conscience que les privilèges sont associés aux comportements socialement acceptés (comme les pleurs) tout comme à l'identité sociale ; prendre conscience que les concepts de racisme et « sortir du racisme » sont profondément liés bien qu'entièrement différents, et qu'ils nécessitent des espaces positifs pour être abordés de manière bienveillante.

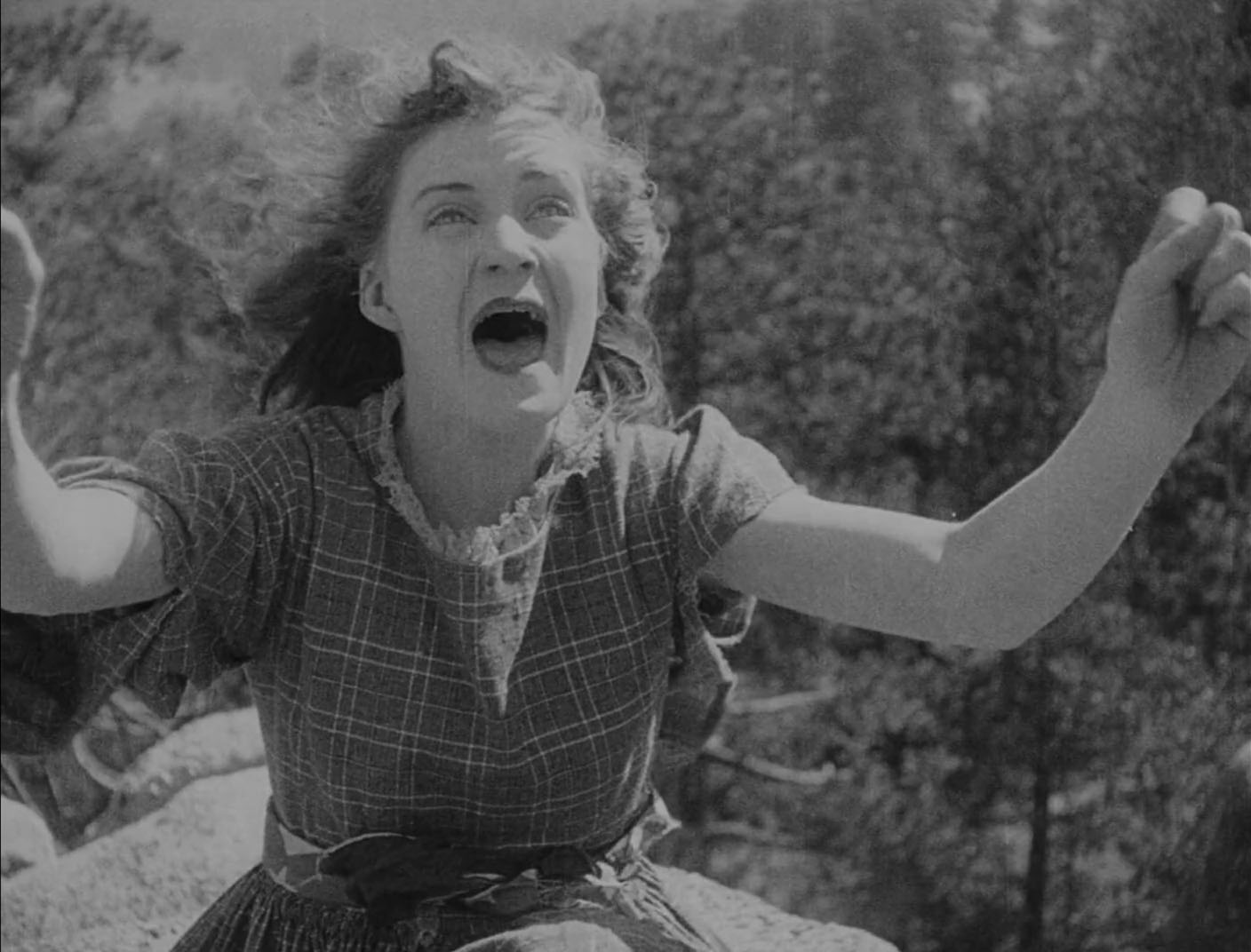
Dans Naissance d'une nation, blockbuster de propagande pour le Ku Klux Klan, une femme blanche est poursuivie par un homme noir et se jette du haut d'une falaise.

De plus, selon Robyn Stilwell, on peut observer dans la culture américaine un schéma particulier dans lequel les femmes blanches peuvent tirer un certain « pouvoir » du cliché de la demoiselle en détresse, selon lequel les hommes sont censés protéger les femmes. Lorsqu'une femme blanche réclame d'être protégée par des hommes blancs face à des personnes racisées, elle pourrait ainsi s'appuyer sur des rapports de pouvoir racistes, particulièrement hostiles envers les hommes noirs. Cette utilisation stratégique de la féminité blanche est liée au fait que le rapport émotionnel et symbolique à la blanchité est assez différent de celui des hommes blancs.
Les manifestations de détresse peuvent servir à se garantir une image d'innocence, comme dans le cas des pleurs de Theresa May à la suite de sa démission selon Alison Phipps. Les larmes de femmes blanches peuvent toutefois aussi être employées de manière offensive, comme dans le cas de Caroline Bryant dont les accusations mensongères à propos d'Emmett Till, un garçon noir de 14 ans, ont attisé la rage de deux hommes qui l'ont assassiné par lynchage. L'incident de l'ornithologue de Central Park est aussi présenté comme un exemple de larmes de femme blanche par Natalie Morris.
Cette réflexion s'inscrit dans le cadre plus large du féminisme intersectionnel, qui examine les interconnexions complexes entre la race, le genre, la classe sociale et d'autres formes de privilège et de discrimination. En reconnaissant ces intersections, cette approche vise une compréhension plus approfondie des expériences variées des femmes pour encourager des conversations plus inclusives et équitables, en invitant à déconstruire la fragilité blanche, selon Nabina Liebow et Trip Glazer.

## Critique
Suzanne Leonard fait remarquer que l'attention portée aux larmes de femmes blanches s'apparente dans une certaine mesure aux arguments anti-féministes historiques qui décrédibilisaient les revendications des suffragettes en réduisant tout leur discours à ses éléments racistes. Pour Leonard, bien qu'il soit indispensable de prêter attention aux dynamiques du pouvoir entre féminisme blanc (et particulièrement son versant bourgeois) et personnes racisées, condamner toute expression émotionnelle risque de dévier la lutte qui doit se diriger avant tout contre le patriarcat capitaliste.

## En littérature
- Kathrin Schrocke (de) écrit le roman jeunesse Weiße Tränen (en français : larmes blanches) qui parle des expériences d'une jeune personne avec le racisme[16].
- Hari Kunzru écrit le roman White Tears, un roman d'horreur sur l'appropriation culturelle[17].